# 三叉戟連鰭喉盤魚
三叉戟連鰭喉盤魚（學名：Lepadichthys trishula），為輻鰭魚綱喉盤魚目喉盤魚科的其中一種，分布於西北太平洋日本海域，深度0至5公尺，本魚體延長，前部平扁，後部側扁，體不被鱗，覆有粘液層，身體上側線不明顯，腹鰭喉位，與周圍的皮褶特化成一吸盤，頭部感覺管孔發達，包括2個鼻孔、淚孔和眶後孔，以及3個前鰓蓋孔，從吻部到圓盤後緣的垂直方向有3 條狹窄的白色條紋，其中兩條位於側面，一條沿背部中線，背鰭軟條10-12枚、臀鰭軟條9-11枚，體長可達3.1公分，屬底棲性魚類，生活習性不明。